# Ennio Filonardi
Pour les articles homonymes, voir Filonardi.
Ennio Filonardi (né à Bauco dans le Latium, alors dans les États pontificaux, en 1466, et mort à Rome le 19 décembre 1549) est un cardinal italien du XVIe siècle. Il est l'arrière-grand-oncle du cardinal Filippo Filonardi (1611).

## Biographie
Ennio Filonardi est un conseiller intime du pape Innocent VIII. Le pape Alexandre VI le nomme trésorier de la province du Campagne et Maritime. En 1503, il est nommé évêque de Veroli. Filonardi est abbé commendataire de Casamara, gouverneur des Marches, gouverneur d'Imola et nonce apostolique en Suisse pendant plusieurs périodes entre 1513 et 1533. Le pape Paul III le nomme préfet du château Saint-Ange.
Mgr Filonardi est créé cardinal par le pape Paul III lors du consistoire du 22 décembre 1536. Le cardinal Filonardi est légat apostolique dans la province de la Gaule cisalpine , Parme et Piacenza. Il soutient de tous moyens le rétablissement de la garde suisse à Bologne et à Rome.
Le cardinal Filonardi participe au conclave de 1549-1550, lors duquel Jules III est élu pape.
Ennio Filonardi est mort le 19 décembre 1549 au Castel Sant'Angelo.

## Succession apostolique
Ennio Filonardi a ordonné les évêques suivants :
- Évêque Paul Ziegler von Ziegelberg (de) (1517)
- Évêque Giovanni di Terracina (1535)